# أحمد بن رزق
أحمد بن محمد بن حسين بن رزق (قبل 1170 هـ - 1224 هـ) (قبل 1756 م - 1809م) تاجر ومحسن شهير، اشتهر بالإحسان على المحتاجين، كما عرف عنه تعمير عدد من القرى والمناطق في عدة نواح من جزيرة العرب بدءا ً ببناء حصن أم قصر وحفر آبارها، وصولا ً إلى الزبارة في البحرين وتعميرها ورفع بنيانها، وانتهاء بجو التي قام ببنائها وشيد فيها القصور الشامخة، وحفر فيها البرك الكبيرة لخزن الماء، وعمر بها مسجدا، ثم رحل منها إلى البصرة لتكون مثواه الأخير. جمع المؤرخ عثمان بن سند الوائلي سيرته في مجلد أسماه (قلائد العسجد في أخبار أحمد نجل رزق الأسعد).

## نشأته
قال عنهم الشيخ إبراهيم فصيح الحيدري في كتابه (عنوان المجد في بيان أحوال بغداد والبصرة ونجد) ص 163: ومن البيوت الرفيعة القديمة في البصرة بيت رزق، وهو بيت مجد وفضل وتجارة وخير.. وكانت لهم الصدقات الكثيرة، والآثار الحميدة، والثروة التامة، والعز الكامل، وقد صارت ديارهم بلاقع، وبقي الكامل محمد من الأخيار في الكويت وأصلهم من نجد.

ينتسب أحمد بن محمد ابن رزق إلى آل رزق من قبيلة بني خالد وأصل عشيرته من إقليم نجد.
هناك قولان في مولده كذلك، القول الأول أنه ولد بالكويت، والقول الثاني: أنه ولد بالاحساء، ويظهر بأنه نشأ في الكويت في بيت فضل وجود وإحسان نشأة صالحة، ولم نعرف عن نشأته الكثير لأن الغموض يكتنف هذه المرحلة من حياته، لكن والده ولا شك كان من أهل الفضل والجود والإحسان.

## تعميرأم قصرالعراقيه  أو البحيث
بالبداية بنى أحمد بن رزق في تلك المنطقة بعض الأكشاك والبناء الطيني البسيط، ولما رغب فيها بنى قصرًا فخما سنة (1232هـ-1816م) وسوره بسور حصين ثم مونه بجميع الحاجيات واتخذ منه مشتًا ودارًا ربيعيًا للصيد ثم اتخذه كهمزة وصل لنقل البضائع واستيرادها، وقد اشتهرت تلك المنطقة باسم أم قصر. وقد ذكره «نعمة الله عبود» في مذكراته بأن أحمد بن رزق شرع في بناء قصر له سنة (1232هـ/1816م)، وقد رغب في أن يخلد هذا التأسيس في قصيدة، فنظم كل من الشيخ أحمد الكروي والشيخ أحمد بن جامع والشيخ عثمان بن سند قصيدة يؤرخ فيها تاريخ بناء القصر، وقد أنعم عليهم صاحب القصر بهدايا ثمينة.
ورد في بعض الوثائق أن الشيخ أحمد بن رزق هو من حفر آبار أم قصر المسماة البحيث وقد ورد في كتاب (مركز البحوث والدراسات الكويتية) ص 13: في مقال لتغيير اسم أم قصر إلى البحيث ما نصه: «ويستند تغيير الاسم إلى البحيث إلى كونه الاسم الأصلي للمنطقة، وهو ما زال يطلق على منطقة صحراوية قريبة من أم قصر، ويؤكد ذلك ما جاء على لسان الشيخ مبارك الصباح في وثيقة بريطانية وردت في بيان مطالبات الشيخ مبارك الصباح بحدود الكويت الشمالية، وهي مرسلة من الميجر نوكس المقيم السياسي البريطاني في الكويت إلى الميجر كوكس القنصل العام في الخليج بتاريخ 9/8/1908م يقول فيها: يطالب الشيخ مبارك بحقه في ملكية أم قصر على أساس ان الحصن القديم الموضح في الخرائط تمت إقامته من جانب شخص يدعى: أحمد بن رزق، وذلك في زمن جده جابر الصباح، وأن الاسم الأصلي لهذا المكان هو: البحيث، وأن البدو من السكان قد غيروا الاسم إلى أم قصر في عهد سلفه نسبة إلى حقيقة تشييد أو بناء الحصن أو القلعة، غير أن إطلاق اسم الحصن أو القلعة على الموقع على المبنى أو الموقع ربما يكون خطأ في تسمية المكان، وذلك على نظام تسمية أي كوخ أو سقيفة بالقصر من قبل البدو، ومما يتعين ذكره أن أحمد بن رزق المشار اليه كان من غير أدنى شك أحد الرعايا الكويتيين، ولا يزال خلفه والمنحدرون من أصله يعيشون في منزله هنا في الكويت، مع العلم بأن أحمد بن رزق هو الذي حفر آبار أم قصر».

## رحيله إلىالزبارةوتعميرها
ثم رحل الشيخ أحمد بن رزق إلى بلدة الزبارة وعمرها هو والشيخ خليفة، ينص على ذلك المؤرخ الشيخ عثمان بن سند الوائلي في كتابه (سبائك العسجد) ص 19 يقول: «ووافقه على تدبيره في اتخاذ ذلك المنتجع وتعميره.. وتسميته بالزبارة، فعمراه وحكما منه العمارة، وزيناه بالعدل في البداوة وذوي الحضارة، حتى ضرب المثل بمحاسن آثارهما، وشنفت الآذان بمحاسن أخبارهما، ووضعا المكوس عن الأموال، وساويا بين الغني والمقلال، عمرا فيها المساجد للراكع والساجد، وشيدا فيها المدارس للقارئ والمدارس / فلله أيامهما ما أبهجها وأكثر خيرها وفرجها».
وقد رد عليه الشيخ راشد آل بن علي في كتابه (مجموع الفضائل) ص 153 فقال: وليس هو الذي عمر الزبارة، بل كانت معمورة قبله بأعوام، إنما هو زادها عمران بمعاملته لمشتري اللؤلؤ، وكان يشتري جميع ما يجمع في قطر والبحرين وغيرهم !! حتى إنه إذا عرض عليه أحد رقم ولا تساوى معه يظل مهموم وربما يعزى !!".

## تعمير مدينةجوومسجدها
ثم رحل إلى البحرين واختار منطقة جو منها واستقر بها، ويذكر عدد من المؤرخين أن الشيخ أحمد بن رزق قد بنا مدينة جو من مدن البحرين، وشيد فيها القصور وحفر فيها البرك الكبيرة لخزن الماء، كما بنا مسجدا لأهلها وقد حصل ذلك كله قبل فتح آل خليفة البحرين أي قبل 1179هـ (قبل 1782 م) لكن لم نقف على سنة محددة لتاريخ دخوله البحرين.
قال الشيخ عثمان بن سند الوائلي في كتابه (سبائك العسجد) ص 84: «وعندما قفل الوزير عن المحاصرة لقلة الزاد وضعف المناصرة، وبلغ خبرة الزبارة وكانت لأحمد ترجع الاستشارة، أمر أهلها بالارتحال إلى جزيرة أوال حذرا ً من أستيلاء العدو عليها، وبلوغ الشر إليها، فنزل موضعا موسوما ً بجو، وعمر منها الأراضي بالطاعات والمراضي».
وذكر ذلك أيضا ً أمين الريحاني في كتابه (ملوك العرب) (2/240)، وألمح إلى شيء من ذلك الشيخ راشد آل بن علي في (مجموع الفضائل) ص 153 قال: " وله مآثر حسنة من بناء المساجد والقصور العالية والبرك. ولا زالت آثار تلك القصور والبرك في جو باقية إلى يومنا هذا.
شاهد هنا

وشاهد هنا

وشاهد مدينة جو من هنا:

## رحلته إلى الزبارة
ثم رحل إلى بلدة الزبارة وبقى فيها مع أسرة آل خليفة، قال الزركلي في (الأعلام) (1/125): «ثم أنتقل منها إلى الزبارة وأراد أن يفصل الزبارة عن بر قطر بحفر خليج طوله ثلاثين ميلا ولكن لم يرض بذلك قومه، لأنهم أهل بادية ولا يستغنون عن مرعى أغنامهم وأبلهم في بر قطر». وانظر أيضا كتاب (ملوك العرب) للريحاني (2/240) فقد ذكر قريبا من كلام الزركلي.

## رحلته إلى البصرة
ثم رحل الشيخ أحمد بن رزق إلى البصرة، يقول خير الدين الزركلي في (الأعلام) (1/125): «ولما أستولى الأمير سعود أمير نجد سنة 1212 هـ على الأحساء والقطيف هدد بأخذ الزبارة، فرحل عنها أبن رزق إلى البصرة وأقام إلى أن توفي».

## وفاته
توفي عام 1224هـ في بلد قردلان (إحدى قرى البصرة) بعدما استوطنها وقيل أنه خلف من الأموال ألف ألف ومائة ألف ريال وابن رزق أصله من آل رزق أهل حرمة وانتقلوا إلى الغاط وهم من بني خالد.